# Cianciana
Cianciana település Olaszországban, Szicília régióban, Agrigento megyében. Lakosainak száma 3103 fő (2023. január 1.). Cianciana Alessandria della Rocca, Bivona, Cattolica Eraclea, Ribera és Sant'Angelo Muxaro községekkel határos.

## Népesség
A település lakossága az elmúlt években az alábbi módon változott:
| Lakosok száma | 3422 | 3401 | 3103 |
|               | 2017 | 2018 | 2023 |